# 波克罗夫斯科耶农村居民点 (瓦什金斯基区)
波克罗夫斯科耶农村居民点（俄语：Сельское поселение Покровское）是俄罗斯联邦沃洛格达州瓦什金斯基区所属的一个农村居民点。其下辖有10个居民点，行政中心为波克罗夫斯科耶。据2015年统计，该农村居民点的人口为209人。